# Гопово
Гопово (пол. Hopowo, нім. Hoppendorf) — село в Польщі, у гміні Сомоніно Картузького повіту Поморського воєводства.
Населення — 421 особа (2011).
У 1975-1998 роках село належало до Гданського воєводства.

## Демографія
Демографічна структура станом на 31 березня 2011 року:
|          | Загалом | Допрацездатний вік | Працездатний вік | Постпрацездатний вік |
| -------- | ------- | ------------------ | ---------------- | -------------------- |
| Чоловіки | 211     | 57                 | 128              | 26                   |
| Жінки    | 210     | 47                 | 133              | 30                   |
| Разом    | 421     | 104                | 261              | 56                   |